# LGBT práva v Oregonu

Duhová mapa Oregonu

Lesby, gayové, bisexuálové a translidé (LGBT) mají v americkém státě Oregon zcela stejná práva a povinnosti jako heterosexuální populace.

## Zákony týkající se stejnopohlavní sexuální aktivity
Oregon dekriminalizoval stejnopohlavní sexuální styk v r. 1972.

## Stejnopohlavní manželství
Stejnopohlavní manželství je v Oregonu legální od 19. května 2014 po rozhodnutí distriktního soudu zastoupeného soudcem Michaelem McShanem, který shledal ústavní zákaz stejnopohlavního manželství z r. 2004 nekompatibilním se čtrnáctým dodatkem federální ústavy.
Předtím oregonská ústava stejnopohlavní manželství zakazovala následujíc po kladném výsledku oregonského referenda konaného 2. listopadu 2004. Odpůrci se toto rozhodnutí pokusili zvrátit kampaní ze vypsání nového referenda o stejnopohlavním manželství v listopadu 2014. Ta byla však odmítnuta, neboť rozhodnutí z května 2014 bylo již závazné.
Registrované partnerství bylo homosexuálním párům zpřístupněné 4. února 2008 po přijetí zákona o rodinné spravedlnosti (Oregon Family Fairness Act).
Oregon garantuje stejnopohlavním partnerům rovné zaměstnanecké benefity od r. 1998.
Od 16. října 2013 uznává Oregon následujíc rozhodnutí místního Ministerstva spravedlnosti stejnopohlavní manželství uzavřené v jiných amerických státech.
V červenci 2015 podepsal oregonský guvernér návrh zákona promítající genderově-neutrální manželství do všech zdejších zákonů a předpisů - účinnost od 1. ledna 2016.

## Adopce a rodičovství
Stejnopohlavní páry smějí společně osvojovat děti. Taktéž je možná adopce dítěte druhého z páru. Lesbické páry mají rovný přístup k asistované reprodukci. Stejně tak mají i gay páry rovný přístup k surogátnímu mateřství.

## Ochrana před diskriminací
Od 1. ledna 2008 zakazuje Oregon homofobní i transfobní diskriminaci v zaměstnání, bydlení a veřejném ubytování. Ochranu garantuje zákon o rovnosti (Oregon Equality Act) podepsaný oregonským guvernérem Tedem Kulongoskim 9. května 2007.

## Zákony proti zločinům z nenávisti
Oregonské zákony trestají jak homofobní, tak i transfobní zločiny z nenávisti.

## Souhrnný přehled
| Legální stejnopohlavní styk                                                             | (1972) |
| Stejný věk legální způsobilosti k pohlavnímu styku pro obě orientace                    | Yes    |
| Anti-diskriminační zákony v zaměstnání                                                  | (2001) |
| Anti-diskriminační zákony v přístupu ke zboží a službám                                 | (2007) |
| Anti-diskriminační zákony v ostatních oblastech (homofobní urážky, zločiny z nenávisti) | (2007) |
| Stejnopohlavní manželství                                                               | (2014) |
| Jiná forma stejnopohlavního soužití                                                     | (2008) |
| Adopce dítěte partnera                                                                  | (2007) |
| Společná adopce dětí stejnopohlavními páry                                              | (2007) |
| Zákaz konverzní terapie praktikované na dětech a mladistvých                            | (2015) |
| Možnost změny pohlaví                                                                   | Yes    |
| Nejednoznačné pohlaví má právní status                                                  | Yes    |

## Další literatura
- Casey Parks: "The Hate Keeps Coming: Pain Lingers for Lesbian Couple Denied in Sweet Cakes Case," The Oregonian, 2016-07-02.